# Red Fang
A Red Fang nevű amerikai stoner metal együttes 2005-ben alakult meg az oregoni Portlandben.

## Története
Első, magukról elnevezett nagylemezüket 2009-ben adták ki, az album a Sargent House Records kiadó gondozásában jelent meg. Második stúdióalbumuk 2011-ben került piacra, ezúttal a Relapse Records felelt az "anyagért". 2013-ban és 2016-ban is jelentettek meg nagylemezeket. Pályafutásuk alatt olyan nevekkel turnéztak már, mint a Kyuss, Crowbar, Helmet, Opeth, In Flames.

## Tagjai
- Bryan Giles - gitár, éneklés
- Aaron Bearn - basszusgitár, éneklés
- David Sullivan - gitár
- John Sherman - dobok

## Diszkográfiája
- Red Fang (stúdióalbum, 2009)
- Murder the Mountains (stúdióalbum, 2011)
- Whales and Leeches (stúdióalbum, 2013)
- Only Ghosts (stúdióalbum, 2016)

## Egyéb kiadványok
- Tour E.P. 2 (2007)
- Malverde/Favorite Son (split lemez a Tweak Birddel, 2008)
- Red Fang/ASG split lemez (2013)
- Scion AV Presents Red Fang (2014)
- Teamrock.com Presents an Absolute Music Bunker Session with Red Fang (2014)

## Közreműködések
- Metal Swim (Adult Swim válogatáslemez, 2010)
- Iron Reagan - Miserable Failure videóklip (2014, cameo szerep)